# منطقه تاریخی خیابان نورت مریدیان
منطقه تاریخی خیابان نورت مریدیان (به انگلیسی: North Meridian Street Historic District) یک بافت تاریخی در ایالات متحده آمریکا است که در شهر ایندیاناپلیس واقع شده‌است. این منطقه شامل ۱۶۹ ساختمان مشارکتی و یک بخش مسکونی در ایندیاناپلیس است. این منطقه بین سال‌های ۱۹۰۰ تا ۱۹۳۶ توسعه پیدا کرد و معماری آن شامل آثار هنری و نمونه‌هایی از تودور، احیای استعمار و معماری سبک کلاسیک است. مکان‌های مختلفی در اطراف این منطقه واقع شده‌اند که می‌توان خانه ویلیام ان تامپسون را به عنوان نمونه مثال آورد. سایر منابع قابل توجه عبارتند از: خانه ایوان بلانکن‌بکر (۱۹۰۱)، خانه سیرز تاونسند (۱۹۳۰)، خانه مک گیل ومر، خانه هیو لاو (۱۹۳۰)، خانه خرگوش-ترکینگتون (۱۹۱۱)، خانه شی (۱۹۲۲) و برانت -خانه واینهارت (۱۹۳۲).
این منطقه در سال ۱۹۸۶ در ثبت ملی مکان‌های تاریخی وارد شد.